# Palacio de Oranienburg

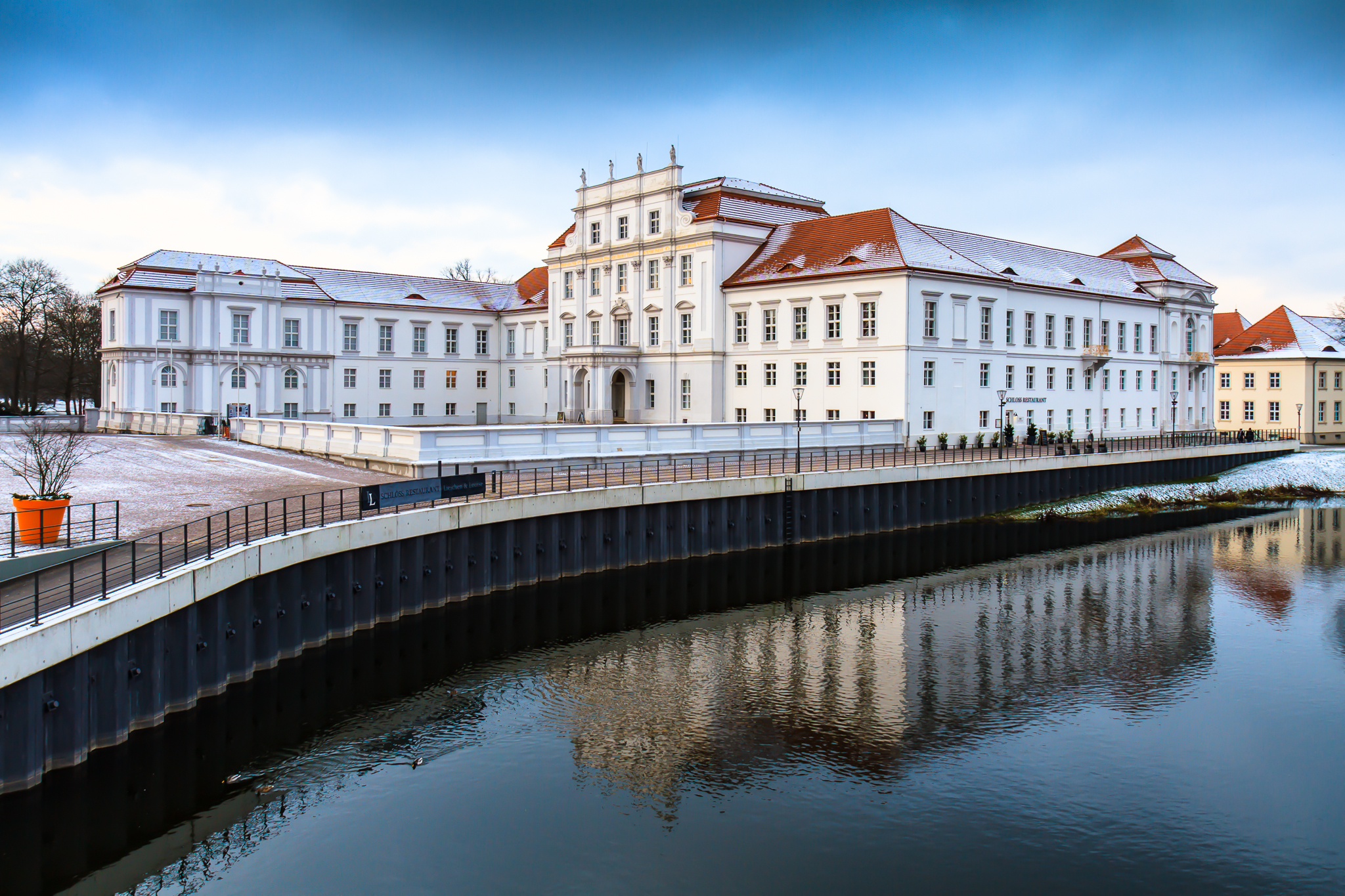
El Palacio de Oranienburg sobre el río Havel

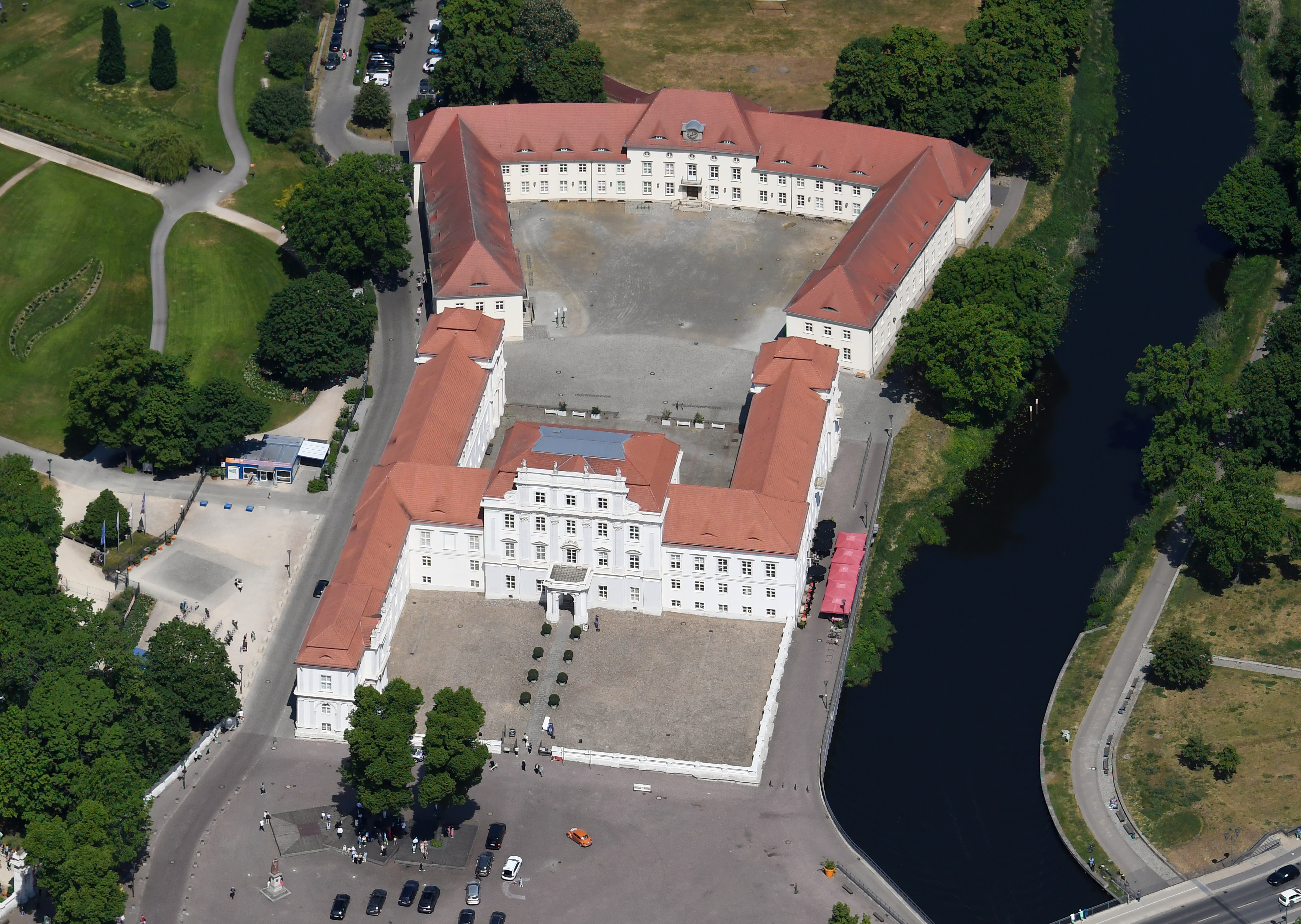
Vista aérea del palacio desde el sur

El palacio de Oranienburg (en alemán: Schloss Oranienburg) es un schloss —residencia palaciega— alemán localizado en la ciudad de Oranienburg, en el distrito del Alto Havel del estado federal de Brandenburgo. Es el palacio  barroco más antiguo del desaparecido margraviato de Brandeburgo, construido en estilo neerlandés por Luisa Enriqueta, primera esposa del Gran Elector. A finales del siglo XVII, Federico III, margrave elector de Brandeburgo y duque  (y luego rey de Prusia) hizo ampliar y amueblar magníficamente el palacio en memoria de su madre, simbolizando el camino del Electorado de Brandeburgo hacia la dignidad real. En ese momento el castillo fue considerado la más hermosa de las residencias prusianas. A mediados del siglo XVIII, el palacio y los jardines tuvieron una segunda gran época con el príncipe Augusto Guillermo de Prusia, hermano de Federico el Grande.
El castillo de Oranienburg es uno de los cuatro castillos alemanes que lleva el nombre de la Casa de Orange. Fueron erigidos para cuatro hermanas gobernantes de esa casa. Además de Oranienburg, son el palacio de Oranienstein (Schloss Oranienstein) cerca de Diez y el castillo de Oranienbaum (Schloss Oranienbaum) en Anhalt; el cuarto, el palacio Oranienhof (Schloss Oranienhof]), que se encontraba  cerca de Bad Kreuznach, ya no existe.

## Historia

### Construcción

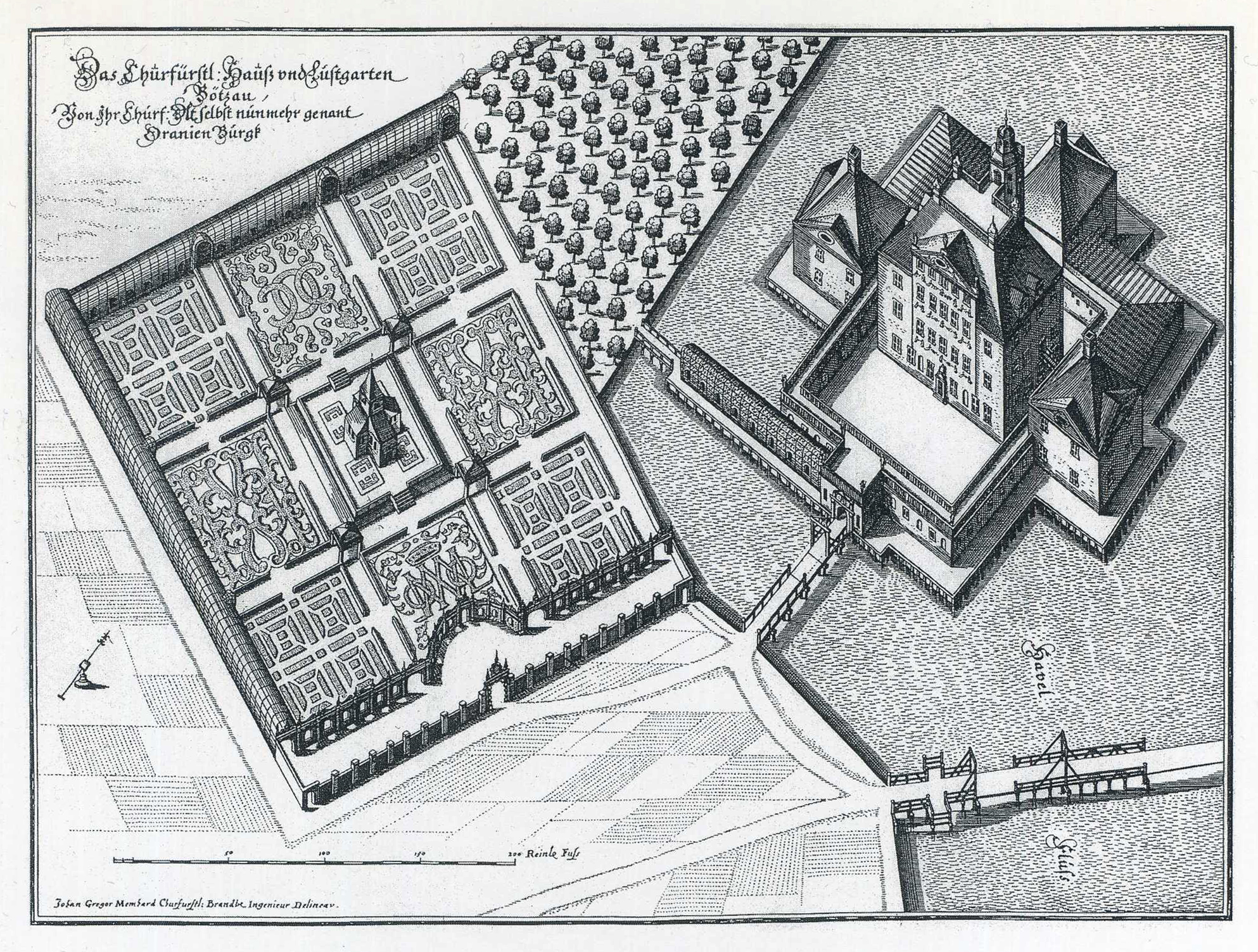
Vista general en 1652

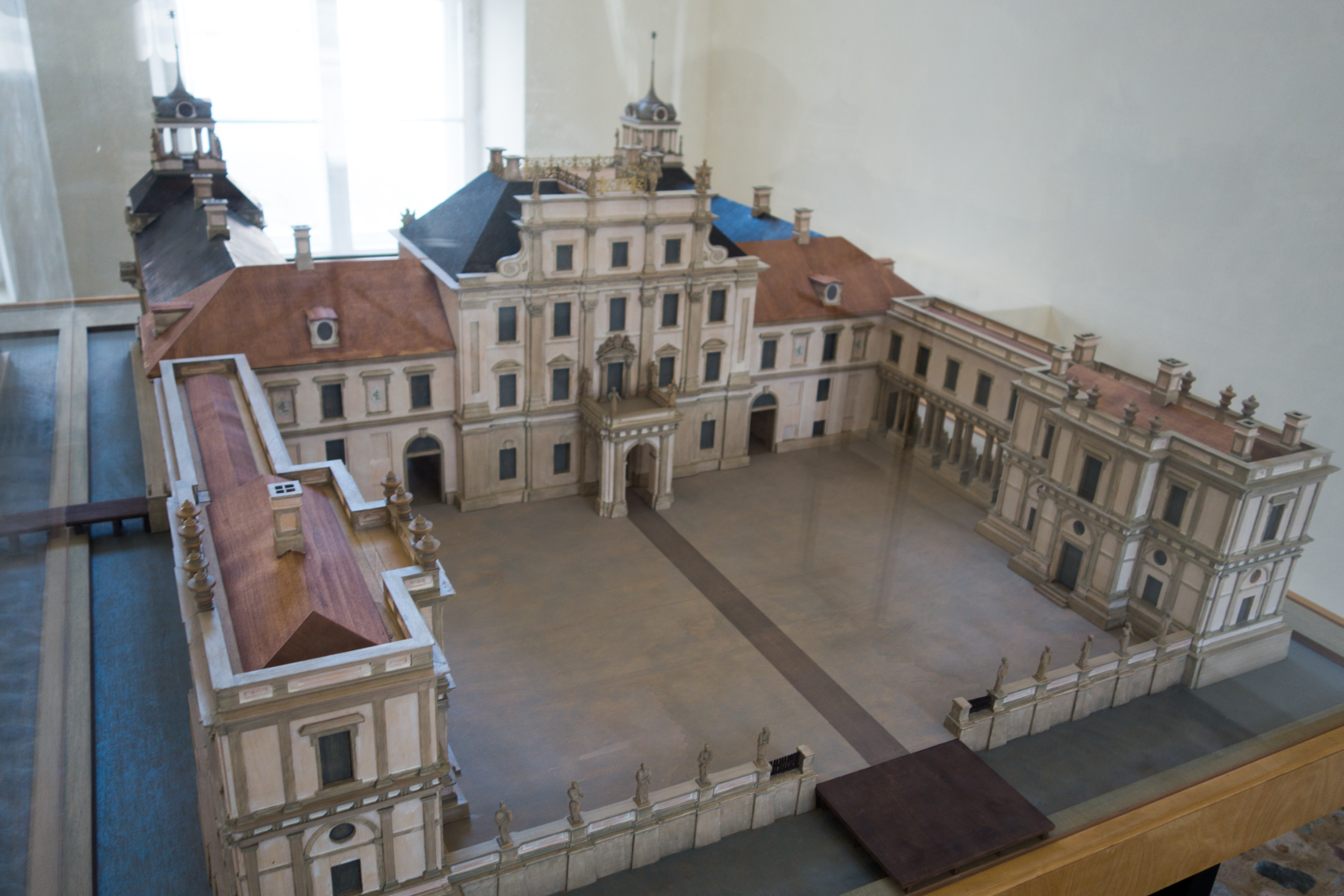
Maqueta del castillo con las alas laterales construidas hasta 1697

El asentamiento eslavo de Bothzowe se convirtió en la ciudad de Bötzow, donde los margraves ascanios crearon un castillo en una isla en el río Havel. Ese castillo, mencionado por primera vez en 1288, aseguraba el importante cruce del Havel. Después de la extinción de los ascanios, el castillo cambió de manos varias veces hasta que llegó a manos de los Hohenzollern en 1485 a través del margrave Juan Cicerón (r. 1486-1499). Hacia 1551, el elector Joaquín II (r. 1535 - 1571) reemplazó el castillo con la construcción de un nuevo pabellón de caza, «debido al entorno agradable y las buenas oportunidades para la caza». Su sucesor, el elector Juan Jorge (r. 1571-1598), se hizo cargo del castillo e hizo remodelar su interior en 1579. Algunas partes de ese conjunto renacentista todavía aún se pueden encontrar en lo que ahora es el edificio central del palacio. No hay información sobre el destino del castillo en la Guerra de los Treinta Años.
El dominio de Bötzow (Amt Bötzow) fue arrendadas a la casa de Knesebeck en 1642. Theodor Fontane informa que la electora de Brandeburgo Luisa Enriqueta de Orange-Nasáu (1627-1667), primera esposa del gran elector, conoció Bötzow en un viaje de caza que hizo con su esposo en 1650. Inmediatamente le recordó a su tierra natal holandesa y quedó fascinada por el paisaje y por ello el elector Federico Guillermo de Brandeburgo le entregó las tierras de Bötzow y las aldeas asociadas   el 27 de septiembre de 1650 de por vida como dote. Luisa Enriqueta planeó construir ahí una residencia de campo de estilo holandés, que se edificó entre 1651 y 1655. El anterior edificio del pabellón de caza pasó a formar parte del edificio central del nuevo palacio.
La ejecución del proyecto de construcción se le encomendó a Johann Gregor Memhardt, un maestro de obras, arquitecto y político de origen austriaco que había recibido su educación en los Países Bajos. El edificio se basó claramente en la arquitectura contemporánea del clasicismo holandés en su forma exterior, con su énfasis vertical y la estructura de la torre. En 1652 el castillo fue bautizado por el gran elector como «el Oranienburg» („die Oranienburg“). Un año después, la ciudad de Bötzow recibió el nombre de «Oranienburg». En 1655, la electora Luisa Enriqueta hizo una entrada ceremonial en el palacio. También continuaron los trabajos en el palacio y el jardín. En 1662, la pareja electoral comenzó a construir el palacio de la ciudad de Potsdam, al que se podía llegar en una embarcación por el Havel desde Oranienburg.

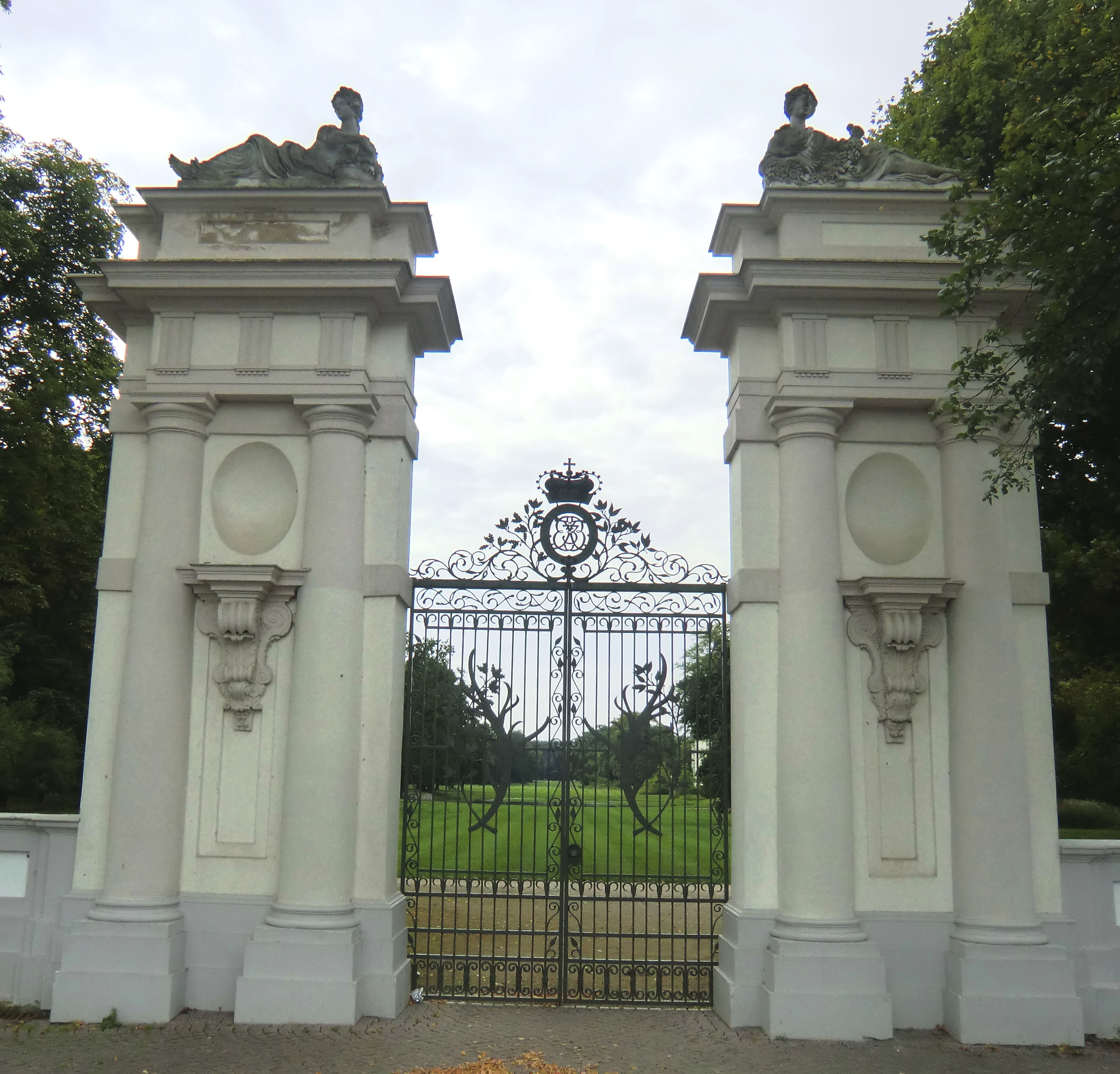
Portal de entrada al jardín del castillo

Luisa Enriqueta también encargó a Memhardt la planificación y ejecución de un jardín de recreo que se localizaría al suroeste del castillo, jardín  típicamente holandés y que no estaba estrictamente alineado con el castillo. El área rodeada por un muro era casi cuadrada y estaba estructurada de manera estrictamente geométrica. En el centro, en una pequeña colina, había una pequeña casa de recreo llamada «Gruta» (Grotte). El jardín en sí se utilizó principalmente para el cultivo de árboles, arbustos ornamentales, flores y hortalizas. La Electora llevó al margraviato de Brandeburgo, por ejemplo, las patatas y la coliflor. A instancias del hijo de Luisa Enriqueta, el elector Friedrich III, su arquitecto Johann Arnold Nering diseñó en 1690 el representativo portal de entrada. Los pilares de entrada con pares de columnas toscanas están coronados por las figuras alegóricas al «Otoño» y «Verano». También es digno de mención el portal de hierro forjado con el monograma del elector y el sombrero del elector.

### Residencia de los electores

#### Ampliación bajo Federico III

El castillo alrededor de 1733

Durante el reinado del hijo mayor de Luisa Enriqueta, Federico III, margrave elector de Brandeburgo y duque (y luego rey de Prusia) (r. 1688-1713), Oranienburg se convirtió en uno de los complejos de palacios, jardines y ciudades más importantes del margraviato de Brandeburgo. Federico III, amante de la construcción, hizo reconstruir el castillo y ampliar el jardín. Se creó un complejo de edificios influenciado por la arquitectura barroca italiana y francesa.  Arnold Nering estuvo a cargo de la construcción hasta 1699, seguido por  Eosander von Göthe. Primero se hicieron cambios fundamentales en el corps de logis, hasta que en 1697 se construyeron las dos alas traseras localizadas al norte con unos pabellones de remate finales, conectados por una arcada. Bajo Eosander von Göthe se hicieron cambios en la estructura interna y en la decoración de la casa. Los aspectos más destacados fueron la galería de porcelana, la nueva escalera y la sala Naranja (Orange Saal). Con la construcción del ala sur que conectaba los pabellones del lado de la ciudad a partir de 1709, se completó la expansión del complejo del palacio. Se creó un complejo con una planta en forma de H.
Federico III, desde 1701 ya Federico I rey de Prusia, pudo cumplir en él sus deberes de representación como rey, acorde con su estatus. Una característica especial fue el gabinete de porcelana, que fue famoso entre los contemporáneos, magníficamente amueblado y decorado con una pintura alegórica en el techo realizada por pintor de la corte Augustin Terwesten. El salón abovedado de la liebre (comedor o grotesco) fue pintado por el también pintor de la corte Samuel Theodor Gericke. Los jardines, el jardín de recreo, también fueron reelaborados. Sin embargo, pronto esos cambios fueron retirados.
Después de la muerte de Federico I en 1713, el palacio apenas se utilizó. Su hijo Federico Guillermo I (r. 1713-1740) solo se alojó ocasionalmente en Oranienburg, y apenas se concedieron más fondos que los necesarios para el mantenimiento del castillo. En el jardín del castillo, se demolieron las casas de recreo y los juegos de agua.

#### Residencia de campo del príncipe Augusto Guillermo
En 1742 Federico II cedió el palacio y los jardines de Oranienburg a su hermano menor Augusto Guillermo de Prusia (1722-1758), después de su matrimonio con Luisa Amalia de Brunswick-Wolfenbüttel. Hizo restaurar las gastadas salas barrocas o diseñarlas según el gusto de la época. El maestro de obras Johann Gottfried Kemmeter, que ya había realizado trabajos de reparación en el castillo en 1727-1729, llevó a cabo más conversiones en nombre del príncipe. Solo los techos de estuco barroco permanecieron intactos. Gracias a Augusto Guillermo, la vida cortesana volvió al palacio de Oranienburg durante un corto tiempo. Se celebraron en él numerosos festivales a los que asistían sus hermanos menores Enrique y Fernando y celebraciones con sus amigos. Augusto Guillermo vivió en las habitaciones del entresuelo, debajo del antiguo apartamento de Federico I. En 1758 murió en el palacio a la edad de solo 35 años. Su viuda Luisa Amalia lo usó hasta su muerte en 1780.
En 1794, Federico Guillermo II, rey de Prusia (r. 1786-1797), el hijo mayor de Augusto Guillermo, entregó el palacio de Oranienburg a su nuera, la princesa heredera Luisa de Mecklemburgo-Strelitz (1776-1810). Luisa vivió con su esposo Federico Guillermo III, futuro rey,  en el verano de 1794/95 en el palacio de Oranienburg.

### Uso privado

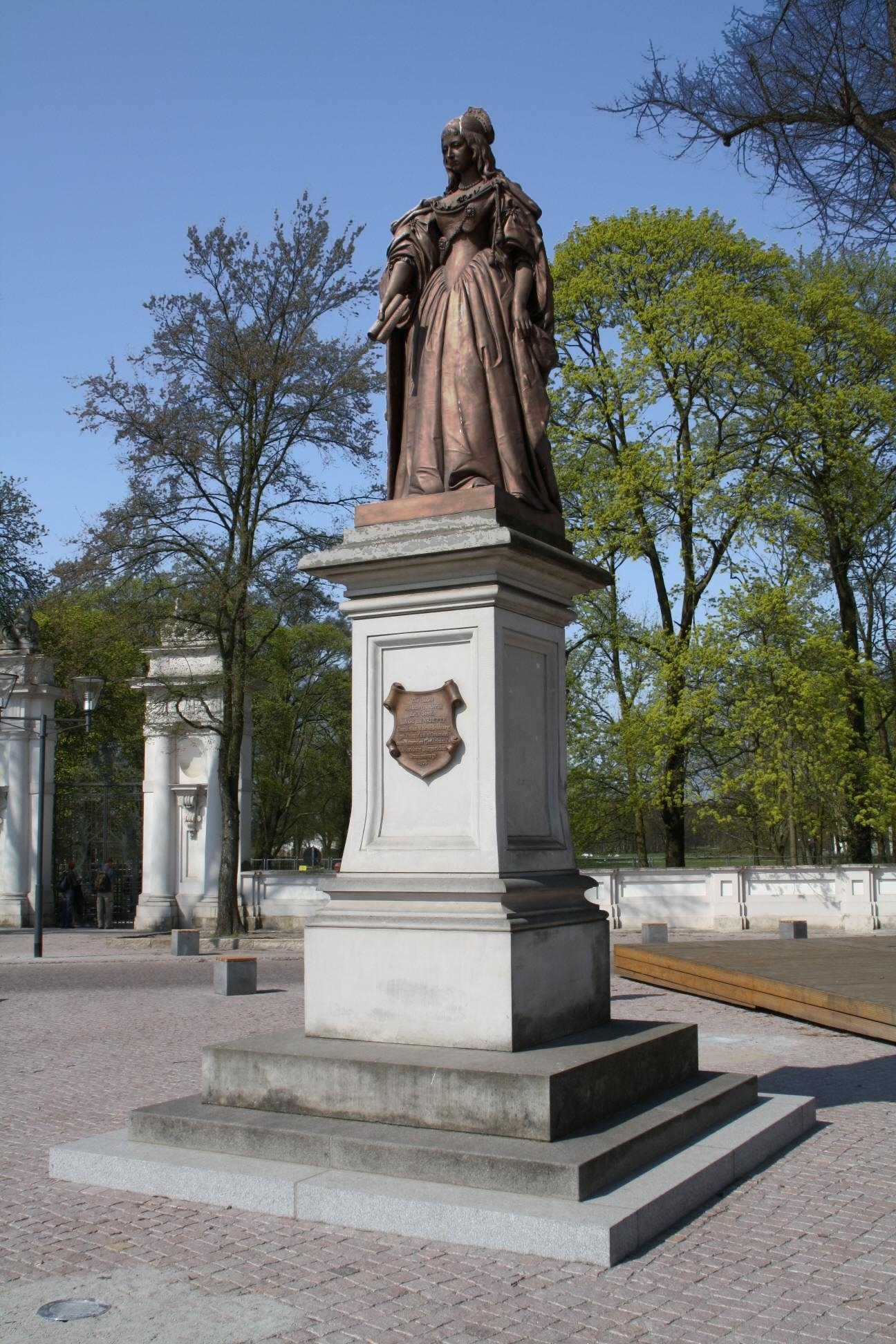
Monumento a la electora Luisa Enriqueta

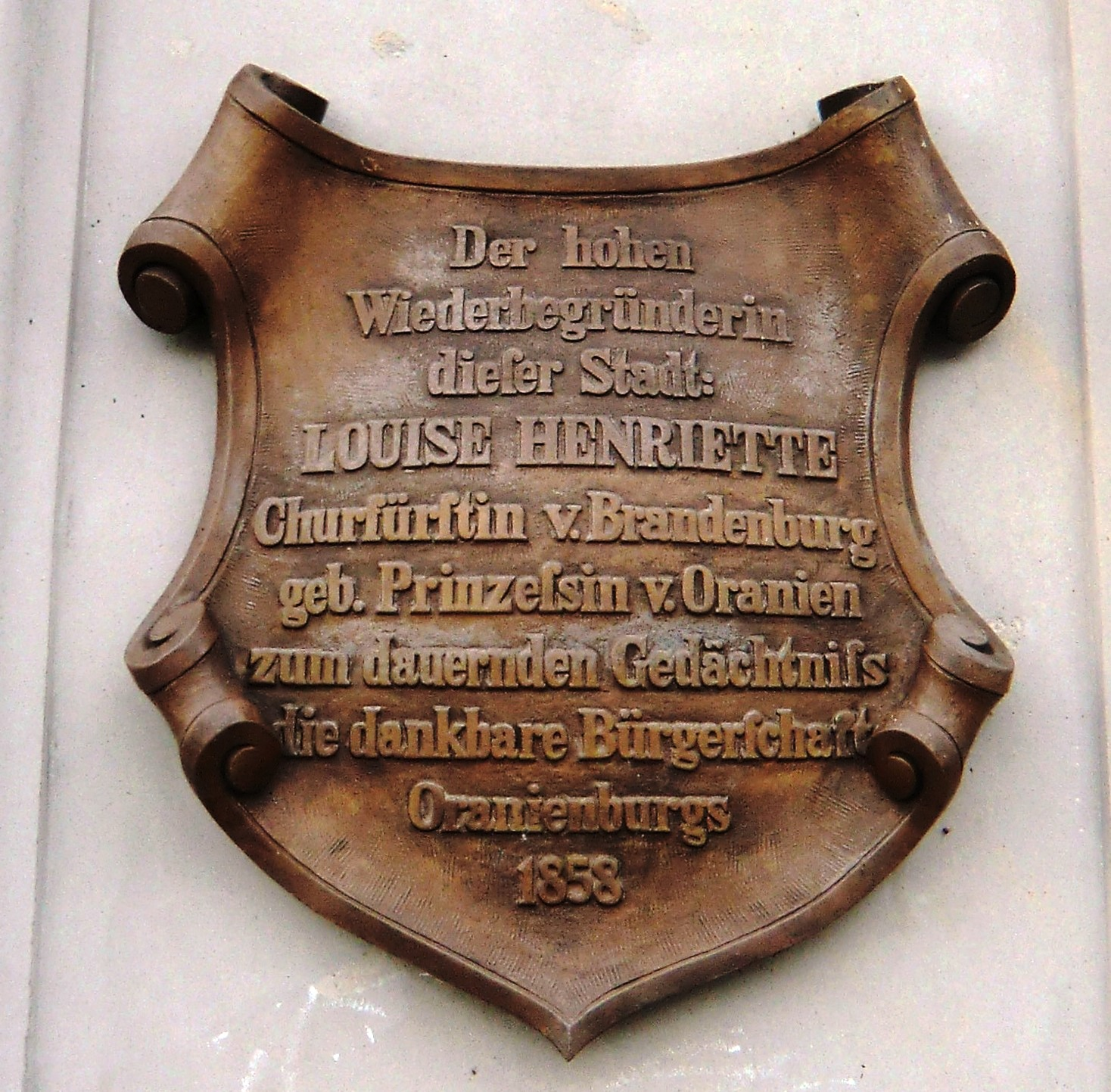
Inscripción de agradecimiento de los ciudadanos de Oranienburg en el monumento a la electora

En 1802 el castillo fue cedido por 12.000 táleros al farmacéutico berlinés Johann Gottfried Hempel, con la obligación de operar en él 50 telares para la producción de algodón durante 15 años. La guerra contra Francia paralizó la producción de algodón en 1807. En 1814, el hijo de Johann Gottfried, Georg Friedrich Albrecht Hempel construyó una fábrica de ácido sulfúrico en el castillo, que fue la primera en Prusia en producirlo utilizando el proceso de cámara de plomo. En 1832 la «Fábrica de Productos Químicos» pasó a manos de la administración del Real Comercio Marítimo. La dirección técnica fue asumida por el conocido químico Friedlieb Ferdinand Runge, quien en 1833 desarrolló la anilina y el ácido fénico descubierto en el alquitrán de hulla. En el mismo año, el edificio central del palacio quedó destruido en gran parte por un incendio. La sala Orange y otras magníficas salas fueron víctimas de las llamas.
Las primeras velas de estearina se produjeron en la fábrica en 1835 y las primeras velas de parafina en 1840. En 1842 el ala sureste fue destruida también por un incendio. Sus restos fueron demolidos y nunca fueron reconstruidos. En 1848, la planta de producción se trasladó del castillo a Mühlenfeld. En 1851, por iniciativa del rey Federico Guillermo IV, el palacio y el jardín fueron devueltos a la administración de los palacios reales, que los dejó en manos de cinco arrendatarios privados. Al mismo tiempo, se examinaron varios usos posibles. A partir de 1853, se consideró su uso como seminario de profesores, pero hasta 1857 no se comenzó a trabajar en ese proyecto. El castillo fue reconstruido en los años 1858-1860 y se convirtió en el «Colegio Real de maestros» (que existió hasta 1925). La antigua vivienda de Federico I en el ala noroeste debería seguir estando reservada para el uso del rey y su familia. A partir de 1878 se inició la remodelación del jardín de recreo transformándolo en un parque paisajístico según un proyecto de Ferdinand Jühlke.
Desde el 18 de junio de 1858, el 191.º aniversario de su muerte, ha habido un monumento a Luisa Enriqueta de Orange-Nasáu en la plaza del Castillo en Oranienburg, realizado por el escultor berlinés Friedrich Wilhelm Wolff. Con motivo de su  inauguración, el rey  Federico Guillermo IV anunció que quería reconstruir el palacio.

### sigloXX

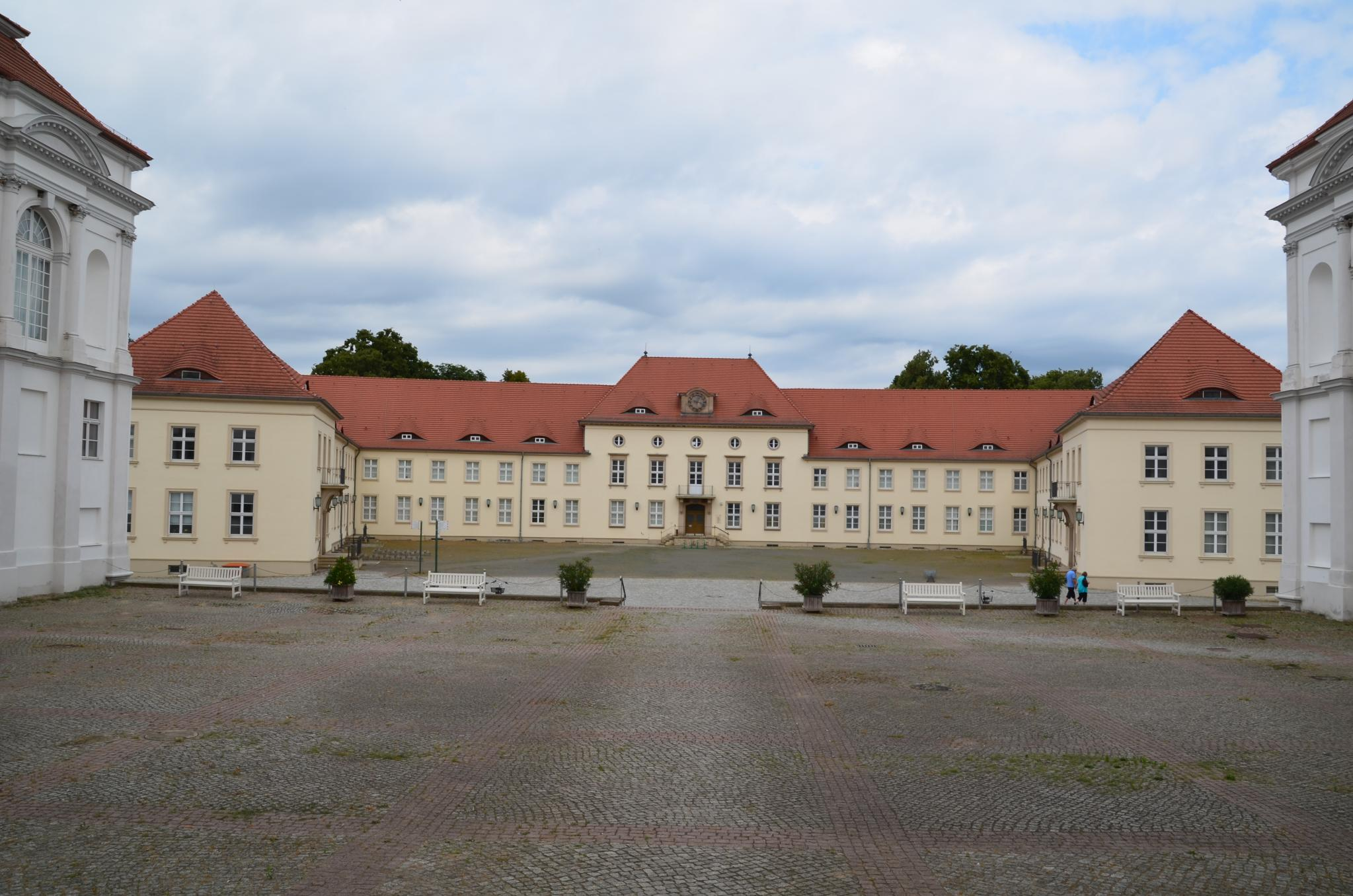
La escuela de policía frente al palacio de 1938

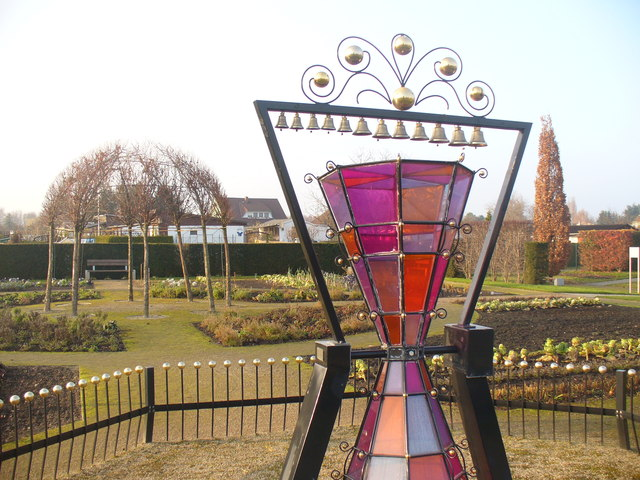
Parque del castillo

Ya a finales del siglo XIX había pinturas de reconocidos artistas en algunas estancias del castillo. Un mural del neerlandés Terwesten (1649-1711), que anteriormente había sido trasladado a otros lugares varias veces, muestra una vista histórica del Palacio de Oranienburg y en primer plano a la entonces gobernante Luisa Enriqueta y al Elector, colgado en 1902 en el salón del Orfanato Real .
El palacio de Oranienburg fue un cuartel de las SS  durante la etapa nacionalsocialista en 1933-1937. Desde 1935 hasta 1937, las Unidades de la Calavera de las SS del cercano campo de concentración de Sachsenhausen estuvieron estacionadas en el palacio. Durante ese tiempo, el invernadero sirvió como establo de caballos. El castillo fue reconstruido en 1937 y se creó la escalera principal, que todavía existe. A partir de 1937 se trasladó la academia de policía para asignaciones extranjeras, que anteriormente había estado en Berlín-Tempelhof. En 1938, se construyó una ampliación de tres alas al norte del edificio del palacio. A partir de 1941 se instaló en este edificio la escuela de policía colonial. Durante la Segunda Guerra Mundial el castillo sufrió daños considerables durante los bombardeos de Oranienburg en 1944/45. La voladura del puente del castillo (Schlossbrücke) en abril de 1945 provocó una mayor destrucción.
El castillo fue restaurado externamente en 1948-1954. Después de ser utilizado temporalmente por el Ejército Rojo, fue una escuela de oficiales para la Policía Popular de Cuartel (Kasernierte Volkspolizei, KVP) desde 1952 y luego cuartel para las tropas fronterizas de Alemania Oriental hasta 1990. Después del final de la Segunda Guerra Mundial, el invernadero sirvió como iglesia de emergencia para la iglesia destruida de San Nicolás.
En 1997 el castillo fue transferido a la ciudad de Oranienburg. Se iniciaron amplios trabajos de renovación y restauración finaciados en gran parte con fondos propios y del Fondo Europeo de Desarrollo Regional (FEDER) y subvenciones estatales.
La administración de la ciudad se trasladó al ala noreste del palacio y al área este del corps de logis. En 1999, partes del castillo volvieron a ser accesibles como museo, con la gran exposición «Onder den Oranje Boom» („Onder den Oranje Boom“ ), aclamada internacionalmente. Desde 2001, el museo del palacio, operado por la Fundación de Palacios y Jardines de Prusia Berlín-Brandenburgo, se encuentra ubicado en el ala noroeste del palacio y en el área occidental del corps de logis. El ala suroeste alberga el museo del distrito del distrito del Alto Havel.

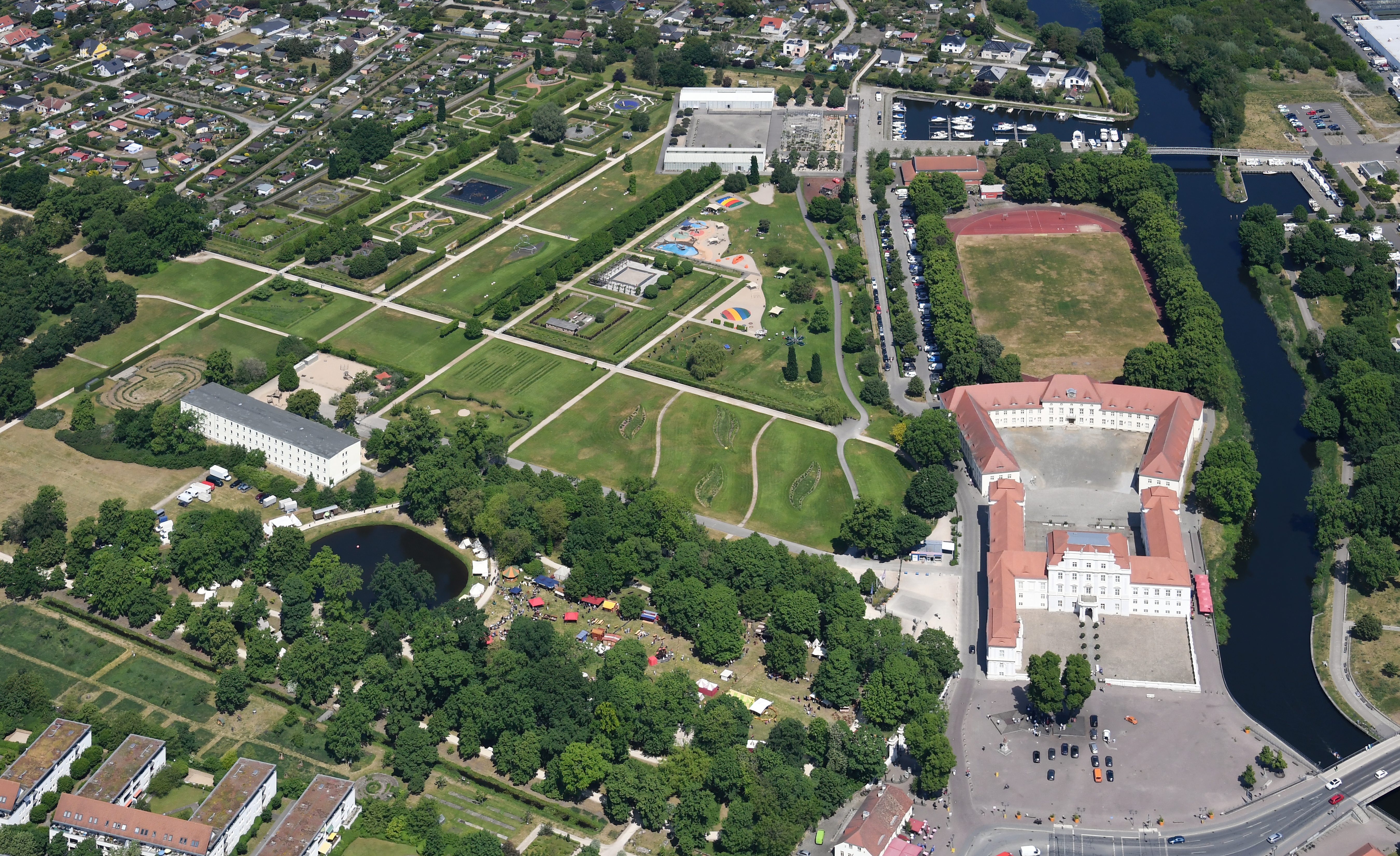
Vista aérea de la parte oriental del jardín

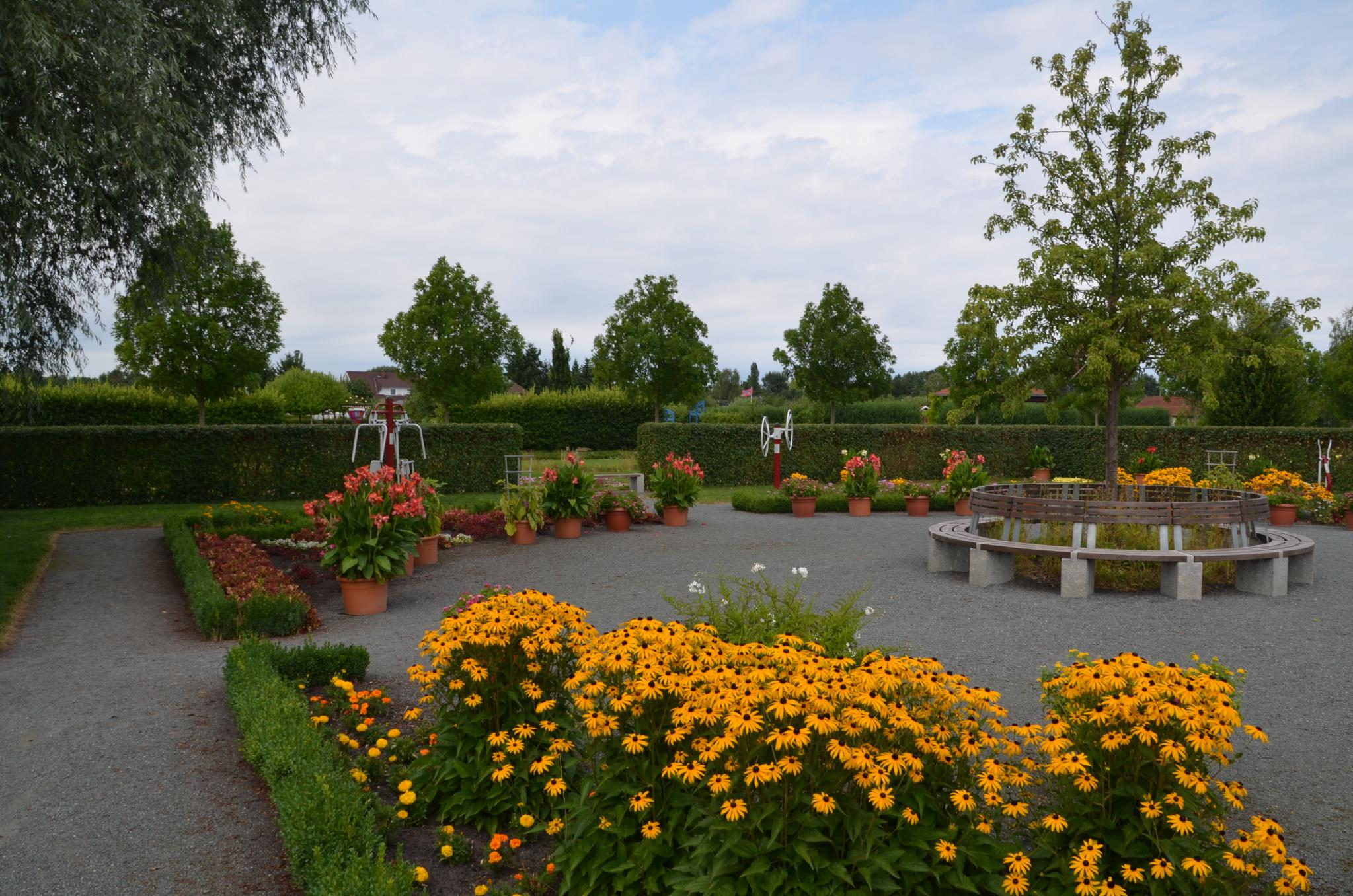
Impresiones de la Feria Estatal de Horticultura

### Exposición Estatal de Horticultura 2009
En 2009, Oranienburg organizó el cuarto Salón del Jardín Estatal de Brandeburgo bajo el título «Paísajes de ensueño de una electriz» (Traumlandschaften einer Kurfürstin), que se desarrolló del 25 de abril al 18 de octubre. El proyecto preparatorio central fue la conversión del páramo militar localizado  detrás del castillo en un parque y, por lo tanto, la restauración del parque del castillo. Entre otras cosas, se creó un nuevo puerto del castillo y un paseo sobre el Havel. Además, se cambió la ruta de la calle principal y se restauró la ruta del puente utilizada hasta 1901 con un puente del castillo de nueva construcción. De esta manera, se devolvió a la plaza del Castillo (Schloßplatz) su importancia central para la ciudad. Al mismo tiempo, se creó un tercer eje que antes faltaba con la construcción de la Nehringstrasse entre el castillo y la oficina del distrito, tomando en cuenta el diseño  barroco de la ciudad. La municipalidad de Oranienburg adquirió numerosas ruinas y propiedades para eliminar deficiencias urbanas y el centro histórico de Oranienburg se rediseñó significativamente en términos de desarrollo urbano y se mejoró de manera sostenible.